# Mike Stulce
Michael (« Mike ») Stulce (né le 14 juillet 1969 à Killeen) est un athlète américain spécialiste du lancer du poids.

## Carrière
Il se révèle durant la saison 1988 en se classant deuxième des Championnats du monde juniors de Sudbury avec 18,47 m. Étudiant à l'université Texas A&M, il se classe deuxième des Universiades d'été de 1989, puis remporte en 1990 les Championnats NCAA en salle avec un jet à 21,49 m. Contrôlé positif aux stéroïdes, il est suspendu deux ans par l'IAAF. De retour à la compétition en 1992, Mike Stulce s'adjuge le titre des Jeux olympiques de Barcelone avec 21,70 m, devançant largement son compatriote James Doehring et l'ex-Soviétique Vyacheslav Lykho, de retour de suspension pour dopage eux aussi. En début de saison 1993, Stulce monte sur la plus haute marche du podium des Championnats du monde en salle de Toronto avec un jet à 21,27 m. Sélectionné pour les Championnats du monde de Stuttgart, en août 1993, l'Américain prend la troisième place finale du concours avec 20,94 mais est de nouveau contrôlé positif aux stéroïdes. Déchu de sa médaille de bronze, il est suspendu à vie de toute compétition.

## Palmarès
| Année | Compétition                    | Lieu      | Résultat | Marque  |
| ----- | ------------------------------ | --------- | -------- | ------- |
| 1988  | Championnats du monde junior   | Sudbury   | 2e       | 18,47 m |
| 1989  | Universiade                    | Duisbourg | 2e       |         |
| 1992  | Jeux olympiques                | Barcelone | 1er      | 21,70 m |
| 1993  | Championnats du monde en salle | Toronto   | 1er      | 21,27 m |